# Kreisamt (Nassau)
Kreisämter (auch Kreise) waren von 1849 bis 1854 Landkreise im Herzogtum Nassau.

## Kreisämter
Nach der Märzrevolution 1848 wurde die Verwaltung neu geordnet. Mit Gesetz vom 4. April 1849 wurden in Nassau Verwaltung und Rechtsprechung auf unterer Ebene getrennt. Die Reform trat zum 1. Juli 1849 in Kraft. Für die Verwaltung wurden zehn Kreisämter gebildet, die Ämter als Justizämter (also Gerichte der ersten Instanz) weitergeführt. Die Aufsicht über die Kreisämter lag beim Innenministerium, diejenige über die Justizämter beim Justizministerium.
1. Kreisamt Hachenburg
2. Kreisamt Hadamar
3. Kreisamt Herborn
4. Kreisamt Höchst
5. Kreisamt Idstein
6. Kreisamt Langen-Schwalbach
7. Kreisamt Limburg
8. Kreisamt Nassau
9. Kreisamt Rüdesheim
10. Kreisamt Wiesbaden

Daneben bestand für die Exklave Reichelsheim das Kreisamt Reichelsheim.
An der Spitze des Kreisamtes stand ein Kreisamtmann (das war die Bezeichnung des Landrats) mit einem Kreissekretär als Vertreter. Neben dem ernannten Kreisamtmann wurde erstmals ein gewählter Kreisbezirksrat eingerichtet.
Die Reform wurde jedoch bereits am 1. Oktober 1854 wieder rückgängig gemacht, die Kreise wurden wieder abgeschafft und die Ämter wiederhergestellt.

## Entstehung
Die Trennung von Rechtsprechung und Verwaltung war eine liberale Kernforderung, die nach der Märzrevolution angegangen wurde. Die Märzregierung Hergenhahn erhielt den Auftrag, einen Gesetzesentwurf für eine Neuregelung vorzulegen. Der Entwurf, der am 13. Dezember 1848 der Ständeversammlung vorgelegt wurde, sah die Einrichtung von 9 Landkreisen vor.
1. Amt Dillenburg und Amt Herborn
2. Amt Hachenburg, Amt Marienberg und Amt Rennerod
3. Amt Selters, Amt Montabaur und Amt Wallmerod
4. Amt Hadamar, Amt Limburg, Amt Diez und Amt Runkel
5. Amt Weilburg, Amt Usingen und Amt Reichelsheim
6. Amt Idstein, Amt Wehen und Amt Langen-Schwalbach
7. Amt Nastätten, Amt Nassau, Amt St. Goarshausen und Amt Braubach
8. Amt Königstein, Amt Höchst und Amt Hochheim
9. Amt Wiesbaden, Amt Eltville und Amt Rüdesheim

Die Vorlage wurde kontrovers diskutiert. Die Abgeordneten Ludwig Born und Jost Schmidt arbeiteten einen Alternativentwurf, die später verabschiedete Fassung, aus, der am 18. Januar 1849 in erster Lesung beschlossen wurde. Die Diskussion um die behördliche Neuordnung führte zu einer hohen Zahl von Eingaben an das Parlament. Viele Orte bemühten sich darum, selbst Justizamts- oder Kreisamtssitz zu werden. Vorgetragen wurden Argumente der leichten Erreichbarkeit, der Verfügbarkeit freier Gebäude, der Tradition als nassauische Residenzorte oder die Belastung durch den Wegfall anderer Behörden.
Im Parlament wurde vor allem die Frage der Amtssitze diskutiert. So standen Usingen sowie Camberg gegen Idstein, Geisenheim sowie Kaub gegen Rüdesheim, Diez gegen Limburg und Biebrich gegen Wiesbaden. Letztlich wurden jedoch alle Änderungsanträge abgelehnt und der Entwurf von Born/Schmidt am 6. Februar 1849 in zweiter Lesung mit 3/4-Mehrheit beschlossen.